# Jan Łukasiewicz

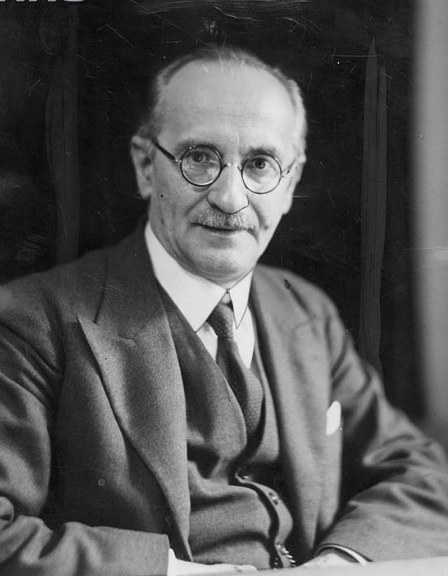
Jan Łukasiewicz år 1935.

Jan Łukasiewicz, född den 21 december 1878 i Lwow i Galizien, död den 13 februari 1956 i Dublin, var en polsk logiker och filosof. Hans främsta verk handlar om satslogik och dess historia samt Aristoteles syllogismer, vilkas system rekonstruerades med den moderna logikens redskap. Mest känd har Łukasiewicz blivit som upphovsman till den så kallade polska notationen, en notation för algebra, beräkningar och satslogik, som gör parenteser överflödiga. Han var en av grundarna till Warszawagruppen.
Łukasiewicz har utarbetat ett stort antal olika axiomatiseringar av den klassiska satslogiken, varav en är välkänd och används än i dag. Systemet är såväl komprimerat som raffinerat och består av endast tre axiom samt en slutledningsregel, Modus ponendo ponens. Łukasiewicz var även en föregångare inom den flervärda satslogiken. Łukasiewicz notation, i form av den omvända polska notationen kom att ligga till grund för de datorer vars processorer byggde på stackstruktur, en rekursiv stack av typen LIFO. Konstruktionen implementerades i en mängd datorer och miniräknare, av vilka de mest kända är Hewlett-Packards så kallade RPN-räknare.
Łukasiewicz blev professor vid universitetet i Lwow 1911 och senare vid Warszawas universitet mellan 1920 och 1939. Han emigrerade till Irland efter andra världskriget.